# Великі Луки

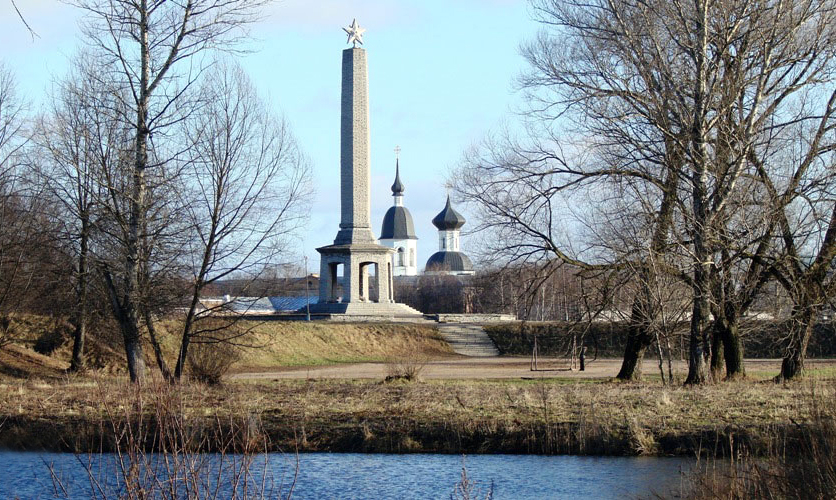
Великолуцька фортеця

Вели́кі Лу́ки (рос. Великие Луки) — місто у Псковській області Росії.
У місті знаходиться адміністративний центр Великолуцького муніципального району, причому місто Великі Луки входить до самостійного муніципального формування у складі Псковської області — міський округ Великі Луки.
Місто розташоване на відстані 274 км на південний схід від Пскова, у межах Ловатської низини, на річці Ловать. Відстань міста до Москви — 476 км, від Санкт-Петербурга — 459 км.
У жовтні 2008 року Великим Лукам присвоєно звання «Місто військової слави».

## Історія
Датою заснування міста прийнято вважати 1166 рік. До 1406 року місто називалося просто «Луки». Із XII століття місто було в складі Новгородської республіки. У 1210 році було побудовано фортецю. У 1478 році місто відійшло до Московського князівства.
Місто і фортеця були здобуті 5 вересня 1580 року королівськими військами та реєстровими козаками під час останнього періоду Лівонської війни, пізніше — Холм та Стара Русса.
У 1650 жителі Великих Лук брали участь у Псковському повстанні.
Із 1727 — центр Великолукської провінції Новгородської губернії. У 1901 році через місто було прокладено залізницю.
Під час німецько-радянської війни в районі Великих Лук йшли запеклі бої. У липні-серпні 1941 року німецькі війська оточили в районі Великих Лук радянську 22-гу армію і 25 серпня захопили місто. Великі Луки були знов зайняті радянськими військами 17 січня 1943 року у ході Великолукської операції.
У 1944—1957 роках існувала Великолукська область.

## Люди
- Іванов Іван Олексійович — радянський дипломат.

- Рокоссовський Костянтин Костянтинович (1896—1968) — радянський і польський військовий діяч.